# ISO 3166-2:NE
ISO 3166-2:NE — стандарт Международной организации по стандартизации, который определяет геокоды. Является подмножеством стандарта ISO 3166-2, относящимся к Нигеру. Стандарт охватывает 7 регионов и 1 столичный округ — Ниамей, Нигера. Каждый геокод состоит из двух частей: кода Alpha2 по стандарту ISO 3166-1 для Нигера - NE и дополнительного кода, записанных через дефис. Дополнительный код образован односимвольным числом. Геокоды регионов и столичного округа Нигера являются подмножеством кодов домена верхнего уровня — NE, присвоенного Нигеру в соответствии со стандартами ISO 3166-1.

## Геокоды Нигера
Геокоды 7 регионов и 1 столичного округа административно-территориального деления Нигера.
| Геокод | Административная единица | Статус          |
| ------ | ------------------------ | --------------- |
| NE-1   | Агадес                   | регион          |
| NE-5   | Тахуа                    | регион          |
| NE-2   | Диффа                    | регион          |
| NE-6   | Тиллабери                | регион          |
| NE-3   | Досо                     | регион          |
| NE-7   | Зиндер                   | регион          |
| NE-4   | Маради                   | регион          |
| NE-8   | Ниамей                   | столичный округ |

## Геокоды пограничных Нигеру государств
- Алжир — ISO 3166-2:DZ (на севере),
- Ливия — ISO 3166-2:LY (на севере),
- Чад — ISO 3166-2:TD (на востоке),
- Бенин — ISO 3166-2:BJ (на юго-западе),
- Буркина-Фасо — ISO 3166-2:BF (на юго-западе),
- Мали — ISO 3166-2:ML (на западе).